# Juniperus morrisonicola
Juniperus morrisonicola là một loài thực vật hạt trần trong họ Cupressaceae. Loài này được Hayata mô tả khoa học đầu tiên năm 1908.